# Tres Conselhèrs
Els Tres Consellers (Trois Conseillers en francès) és una muntanya de 3.039 m d'altitud, amb una prominència de 113 m, que es troba al massís de Nhèuvièlha, departament dels Alts Pirineus (França).